# Joachim Hoffmann
Joachim Hoffmann, född 28 maj 1905 i Stettin, död 30 juni 1934 i Stettin, var en tysk promoverad jurist och SS-Sturmführer. Han var 1933–1934 kommendant för koncentrationslägret Stettin-Bredow (KZ Bredow).

## Biografi
Hoffmann blev 1919 medlem i Marinebrigade Ehrhardt, en frikår med syfte att bekämpa kommunismen. Under 1920-talets senare del studerade han rättsvetenskap vid universiteten i Tübingen och Greifswald och promoverades 1930 till juris doktor.
Efter Adolf Hitlers utnämning till tysk rikskansler i januari 1933 inledde Hoffmann sin polistjänstgöring. Han kommenderades till Gestapo i Stettin. På initiativ av Fritz Karl Engel, chef för Gestapo i Stettin, inrättades ett koncentrationsläger i Stettin-Bredow och han utsåg Hoffmann till lägerkommendant. Det framkom emellertid att Hoffmann lät tortera och misshandla fångar efter eget skön. Han skall även ha mottagit omfattande mutor för att frige interner. Reichsführer-SS Heinrich Himmler ansåg, att Engel och Hoffmann hade vanärat SS och lägret stängdes. I slutet av mars 1934 ställdes Hoffman och sex andra SS-män – Karl Salis, Fritz Pleines, Gustav Fink, Willi Herrmann, Heinrich Richter och Walter Treptow – inför rätta för misshandel av fångar. Hoffmann dömdes till tretton års fängelse.
Den 30 juni 1934 kväste Hitler motståndet inom Sturmabteilung (SA) genom att mörda dess ledarskikt. Under utrensningen, som har fått benämningen de långa knivarnas natt, mördades även fyra SS-män: Hoffmann, Pleines, Fink samt Anton von Hohberg und Buchwald. Morden på de tre förstnämnda rättfärdigades med att de hade misshandlat fångar i KZ Bredow. Polistjänstemannen Werner von Haacke beskrev Hoffmann som en fanatisk och sadistisk intellektuell med en känslokyla som han tidigare aldrig mött.